# Питер Холмберг
Питер Холмберг  (Сент Томас 4. октобар 1960) био је репрезентативац Америчких Девичснских Острва у једрењу, двоструки учесник Летњих олимпијских игара.

## Биографија
Питер Холмберг је рођен 1960. године у породици морнара. Његов отац Дик Холмберг, учествовало на Олимпијским играма 1972. у Минхену. у класи Драгон, где је заузео 24. место.
У деветој години, Питер је учествовао на националним такмичењима у једрењу, а са 16 година освојио је бронзану медаљу на Светском јуниорском првенству.
Холмберг је дебитовао на Олимпијским играма 1984. једрећи у класи Фин. На крају такмичења завршнио је на 11. месту од 36 посада.
Три године касније, у предолимпијској регате у Бусану Холмберг је стигао осми у истој класи, квалификовао се за Игре 1988. где је освојио друго место иза Шпанца Хозеа Луиса Доресте. Освојена сребрна медаља је за Америчка Девичанска Острва била прва и једина до 2020. године.